# قائمة الآثار الإسلامية بحي الجمالية في العصر العثماني
قائمة الآثار الإسلامية بحي الجمالية في العصر العثماني- حي الجمالية من بين الاحياء التاريخية العريقة بمدينة القاهرة- مصر، يتميز بشهرته التاريخية والأثرية، فهو يعتبر مجمع تراث القاهرة منذ بنائها، يُنسب حي الجمالية إلى أمير الجيوش بدر الدين الجمالي، أو "جمال الدين محمود الأستادار"، ومدرسته الذي بناها في الحي عام 1409م، وكانت وقتئذ من أعظم المدارس في القاهرة. تصل مساحة هذا الحي العظيم والعريق إلى 2.5% تقريبًا من مساحة القاهرة الآن، يحده من الشرق جبل المقطم، الذي يقع فوقه قلعة الجبل مقر إقامة وحكم سلاطين مصر، وشارع المعز لدين الله الفاطمي، ويحده من الشمال حي الحسينية والظاهر، ومن الغرب باب الشعرية والموسكي، ومن الجنوب الدرب الأحمر وشارع الزهر. الحي يحوي العديد من الأماكن الآثرية التي تعود إلي عصور تاريخية مختلفة(القاطمي- الأيوبي، المملوكي،.........)، ونرصد هنا مجموعة الآثار الإسلامية المتواجدة بالحي والتي ترجع إلي العصر العثماني، ونحاول تصنيفها حسب نوعية الأثر، وهو ما يمكن عرضه في التالي:
| م  | اسم الأثر                                     | نوعية الأثر    | الوصف | الرقم بسجل الآثار الإسلامية | ملاحظات |
| -- | --------------------------------------------- | -------------- | --- | --------------------------- | ------- |
| 1  | جامع محب الدين أبو الطيب                      | دينية          | أنشأه محب الدين أبو الطيب خلال العصر العثماني، ما بين عامي 934هـ/ 1537م و935هـ/ 1538م، ويقع في شارع خان أبو طاقية من سكة الخرنفش بحي الجمالية وسط القاهرة.، . للمسجد ثلاث واجهات؛ أهمها الواجهة الرئيسية التي تقع بالجهة الجنوبية الشرقية الذي يشغلها المدخل الرئيسي، أما الواجهتين الآخرتين فهما فرعيتين؛ وهما الجنوبية الغربية والشمالية الشرقية. | 48                          |         |
| 2  | جامع مراد باشا                                | دينية          | أنشأه مراد باشا خلال العصر العثماني، وذلك عام 986هـ/ 1578م، ويقع في شارع بورسعيد؛ بين السورين؛ بحي الجمالية وسط القاهرة. ويشتمل المسجد على واجهه واحدة رئيسية تطل على شارع بورسعيد، وتشتمل على مدخلين إحداهما بالجهة الغربية من الواجهة والآخر يقع بالطرف الشمالى للواجهة. والمسجد من الداخل عبارة عن بيت صلاة مستطيل المساحة مقسم الى ثلاث بلاطات تسير موازية لجدران القبلة،وذلك بواسطة صفين من البائكات التى تحمى عقود ثلاثية مدببة الطراز،وترتكز على عمودين من الرخام أبدانهما أسطوانية أما قواعدهما وتيجانهما إسلامية الطراز، وقد فرش أرضية المسجد ببلاط حجرى ويغطه سقف خشبي يتوسطه منور.                                                                         | 181                         |         |
| 3  | ضريح الشيخ سنان                               | دينية          | أنشأه سنان باشا خلال العصر العثماني، وذلك عام 994هـ/ 1585م، ويقع في حارة درب قرمز المتفرعة من شارع المعز لدين الله بحي وسط القاهرة. | 41                          |         |
| 4  | واجهة جامع عبداللطيف القرافي                  | دينية          | أنشأه عبد اللطيف القرافي خلال العصر العثماني، وذلك عام 995هـ/ 1586م، ويقع في شارع سكة الخرنفش المتفرع من شارع المعز لدين الله بحي وسط القاهرة. | 46                          |         |
| 5  | جامع تغري بردي                                | دينية          | أنشأه الأمير العثماني محمد بك تغري بردي بن إبراهيم بك الدفتردار، وذلك عام 1044هـ/ 1634م، ويقع في شارع المقاصيص متفرع من شارع المعز لدين الله بحي وسط القاهرة، وهو من المساجد المعلقة، حيث بُنيَّ أسفله مجموعة من المحلات التجارية، ويتكون تخطيطه من مساحة مستطيلة مقسمة إلى درقاعة مغطاة يطل عليها إيوانين، وقد أُلحق بالمسجد سبيل لإمداد المارة بالمياه اللازمة للشرب، وكتّاب لتعليم أطفال المسلمين مبادئ القراءة والكتابة. | 42                          |         |
| 6  | جامع مرزوق الأحمدي                            | دينية          | أنشأه الأمير العثماني علي بك، خلال القرن 11هـ/ 17م، وينسب إلى مرزوق الأحمدي الذي تنسب إليه طريقة المرازقة وهم طائفة من أتباع السيد أحمد البدوي، ويقع في شارع الجمالية (شارع حبس الرحبة سابقًا) بحي وسط القاهرة، ويتكون تخطيطه من مساحة غير منتظمة مقسمة إلى ثلاثة أروقة موازية لجدار القبلة، وتعلو وسطه شخشيخة. | 20                          |         |
| 7  | مسجد وسبيل وكتاب عبدالرحمن كتخدا (الشيخ مطهر) | دينية          | أنشأه الأمير العثماني عبدالرحمن كتخدا بن حسين جاويش القازدوغلي، وذلك عام 1157هـ/ 1744م، ويقع في شارع المعز لدين الله بحي وسط القاهرة، ويتكون تخطيطه من مساحة مستطيلة مقسمة إلى ثلاثة أروقة، ويتوسط سقف الرواق الأوسط شخشيخة للإضاءة والتهوية، وقد أُلحق بالمسجد مُصلى، وضريحين، وسبيل لإمداد المارة بالمياه اللازمة للشرب؛ تعلوه قاعة مخصصة لشيخ الجامع؛ يعلوها كُتاب لتعليم أطفال المسلمين مبادئ القراءة والكتابة. | 40                          |         |
| 8  | جامع محمود محرم                               | دينية          | أنشأه محمود محرم الفيومي خلال العصر العثماني، وذلك عام 1207هـ/ 1792م، ويقع في شارع الجمالية بحي وسط القاهرة، وهو من المساجد المعلقة، حيث بُني أسفله مجموعة من المحلات التجارية، ويتكون تخطيطه من مساحة مستطيلة مقسمة إلى ثلاث بلاطات موازية لجدار القبلة، كما أُلحق به قبة لدفن الشيخ إبراهيم البقاعي. | 30                          |         |
| 9  | وكالة تغري بردي                               | تجارية         | أنشأها محمد بك تغري بردي خلال العصر العثماني في القرن 10هـ/ 16م، وتقع في شارع المقاصيص بحي وسط القاهرة. | 188                         |         |
| 10 | وكالة وقف النقادي                             | تجارية         | أنشئت هذه الوكالة خلال العصر العثماني، وذلك عام 1027هـ/ 1618م، وتقع في شارع التمبكشية المتفرع من شارع الجمالية (حبس الرحبة سابقًا) بحي وسط القاهرة. | 397                         |         |
| 11 | وكالة جمال الدين الذهبي                       | تجارية         | أنشأها يوسف بن محمد بن جرباش خلال العصر العثماني، وذلك عام 1047هـ/ 1637م، وتقع في شارع المقاصيص المتفرع من شارع المعز لدين الله بحي وسط القاهرة. | 411                         |         |
| 12 | وكالة أودة باشي                               | تجارية         | أنشأها الأمير ذو الفقار كتخدا مستحفظان خلال العصر العثماني، وذلك عام 1084هـ/ 1673م، وتقع في شارع الجمالية بحي وسط القاهرة. | 19                          |         |
| 13 | وكالة وسبيل عباس آعا                          | تجارية         | أنشأها عباس أغا عزبان خلال العصر العثماني، وذلك عام 1106هـ/ 1694م، وتقع في شارع التمبكشية المتفرع من شارع الجمالية (حبس الرحبة سابقًا) بحي وسط القاهرة، ولم يتبق منها غير الباب. | 396                         |         |
| 14 | وكالة بازرعة                                  | تجارية         | أنشأها محمد بازرعة خلال العصر العثماني في القرن 11هـ/ 17م، وتقع في شارع التمبكشية المتفرع من شارع الجمالية (حبس الرحبة سابقًا) بحي وسط القاهرة. | 398                         |         |
| 15 | وكالة وقف الحرمين                             | تجارية         | أنشأها إبراهيم أدهم البغدادي خلال العصر العثماني في القرن 12هـ/ 18م، وتقع في شارع خان أبو طاقية متفرع من شارع المقاصيص بحي وسط القاهرة. | 598                         |         |
| 16 | وكالة وسبيل الكرداني                          | تجارية         | أنشأت خلال العصر العثماني في القرن 12هـ/ 18م، وتقع في شارع المقاصيص متفرع من شارع خان أبوطاقية بحي وسط القاهرة. | 179                         |         |
| 17 | وكالة بدوية بنت شاهين                         | تجارية         | أنشأتها السيدة بدوية بنت شاهين زوجة الأمير رضوان خلال العصر العثماني في القرن 12هـ/ 18م، وتقع عند تقاطع شارع خان الخليلي وحارة الصرماتية بحي وسط القاهرة. | 615                         |         |
| 18 | وكالة محمدين                                  | تجارية         | أنشئت هذه الوكالة خلال العصر العثماني في القرن 12هـ/ 18م، وتقع في شارع المقاصيص متفرع من شارع خان أبو طاقية بحي وسط القاهرة، وقد أخرجت من قائمة الآثار الإسلامية. | 597                         |         |
| 19 | وكالة الصناديقية                              | تجارية         | أنشئت هذه الوكالة خلال العصر العثماني في القرن 12هـ/ 18م، وتقع في حارة الصنادقية المتفرعة من شارع المعز لدين الله بحي وسط القاهرة، وقد اندثرت ولم يبق منها سوى المدخل الرئيسي والباب الذي كان يغلق عليه. | 423                         |         |
| 20 | واجهة حوش عطى                                 | تجارية         | أنشأه الأمير العثماني سليمان أغا السلحدار، وذلك عام 1233هـ/ 1817م، ويقع في شارع الجمالية بحي وسط القاهرة. | 499                         |         |
| 21 | منزل وقف الحاج عبدالواحد الفاسي               | مدنية(منازل)   | أنشأه الحاج عبد الواحد الفاسي خلال العصر العثماني في القرن 10هـ/ 16م، ويقع في حارة السبع قاعات القبلية؛ الموسكي؛ بحي وسط القاهرة. | 355                         |         |
| 22 | منزل السحيمي                                  | مدنية(منازل)   | أنشأ هذا المنزل خلال العصر العثماني، ويقع في حارة الدرب الأصفر المتفرعة من شارع المعز لدين الله بحي وسط القاهرة، ويتكون من قسمين: قسم جنوبي (قبلي) أنشأه الشيخ عبد الوهاب الطبلاوي سنة 1058هـ/ 1648م، وقسم شمالي (بحري) أنشأه إسماعيل شلبي سنة 1211هـ/ 1796م، وربطه بالقسم الأول وجعل منهما بيتًا واحدًا، وقد عُرف هذا البيت ببيت السحيمي نسبة إلى آخر مالك له وهو السيد محمد أمين السحيمي شيخ رواق الأتراك بالجامع الازهر والذي توفي عام 1346هـ/ 1928 م، ويتوسط تخطيط المنزل صحن أوسط مكشوف تتوزع حوله وحدات البيت من مقاعد للرجال تعرف بالسلاملك، وحجرات للنساء تعرف بالحرملك، إلى جانب حجرات النوم، والمخازن، والحمامات، والمطابخ، كما اشتمل البيت على ساقية وطاحونة. | 339                         |         |
| 23 | منزل وقف الملا                                | مدنية(منازل)   | أنشأه الأمير العثماني محمد بن طوران، وذلك عام 1065هـ/ 1654م، ويقع في شارع المقاصيص متفرع من شارع المعز لدين الله بحي وسط القاهرة. | 541                         |         |
| 24 | بوابة حارة المبيضة                            | مدنية(منازل)   | أنشأها محمد كتخدا وأخوه ذو الفقار خلال العصر العثماني، وذلك عام 1084هـ/ 1673م، وتقع في شارع الجمالية (شارع حبس الرحبة سابقًا) بحي وسط القاهرة. | 356                         |         |
| 25 | منزل وقف الشعراني                             | مدنية(منازل)   | أنشأه إبراهيم أفندي خلال العصر العثماني، وذلك عام 1138هـ/ 1725م، ويقع في حارة قاضي البهار بالخرنفش بحي وسط القاهرة. | 63                          |         |
| 26 | منزل وقف مصطفي جعفر السلحدار                  | مدنية(منازل)   | أنشأه مصطفى جعفر السلحدار خلال العصر العثماني، وذلك عام 1125هـ/ 1713م، ويقع في 25 شارع الدرب الأصفر المتفرع من شارع المعز لدين الله بحي وسط القاهرة. | 471                         |         |
| 27 | قصر المسافر خانة                              | مدنية(منازل)   | يقع قصر المسافر خانة بين درب المسمط ودرب الطبلاوى في حى الجمالية، بناه محمود محرم الفيومي أحد كبار تجار سنة 1203هـ 1789م، ويعد القصر من أجمل دور القاهرة في القرن الثامن عشر. |                             |         |
| 28 | حمام الملاطيلي                                | مدنية (حمامات) | أنشأه الأمير العثماني عز الدين معالي من سويد، وذلك عام 1194هـ/ 1780م، ويقع في شارع أمير الجيوش المتفرع من ميدان باب الشعرية بحي وسط القاهرة. | 592                         |         |
| 29 | سبيل وكتاب خسرو باشا                          | منشآت خيرية    | أنشأه خسرو باشا خلال العصر العثماني، وذلك عام 942هـ/ 1535م، ويقع في شارع المعز لدين الله بحي وسط القاهرة، ويتكون من حجرة تسبيل مستطيلة الشكل تحتوي على شباكين للتسبيل لإمداد المارة بالمياه اللازمة للشرب، ويعلو السبيل كُتاب لتعليم أطفال المسلمين مبادئ القراءة والكتابة. | 52                          |         |
| 30 | سبيل وكتاب الأمير محمد                        | منشآت خيرية    | أنشأه الأمير محمد بن محمد خلال العصر العثماني، وذلك عام 1014هـ/ 1605م، ويقع في عطفة الجوانية المتفرعة من شارع الجمالية بحي وسط القاهرة، ويتكون من حجرة تسبيل مستطيلة الشكل تحتوي على شباك واحد للتسبيل يمد المارة بالمياه اللازمة للشرب، ويعلو حجرة التسبيل كُتاب لتعليم أطفال المسلمين مبادىء القراءة والكتابة. | 14                          |         |
| 31 | سبيل وكتاب الأمير قيطاس                       | منشآت خيرية    | أنشأه قيطاس بك (اللوقيطاس بك) خلال العصر العثماني، وذلك عام 1040هـ/ 1630م، ويقع في شارع الجمالية بحي وسط القاهرة، ويتكون من حجرة تسبيل مستطيلة الشكل تحتوي على شباكين للتسبيل لإمداد المارة بالمياه اللازمة للشرب، ويعلو حجرة التسبيل كُتاب لتعليم أطفال المسلمين مبادئ القراءة والكتابة. | 16                          |         |
| 32 | سبيل وكتاب سليمان جاويش                       | منشآت خيرية    | أنشأه الأمير سليمان جاويش خلال العصر العثماني، وذلك عام 1042هـ/ 1632م، ويقع في شارع أمير الجيوش المتفرع من ميدان باب الشعرية بحي وسط القاهرة، وهو سبيل مستقل له ثلاثة شبابيك للتسبيل، ويعلوه كُتاب يطل على الشارع من خلال ثلاث فتحات معقودة. | 167                         |         |
| 33 | سبيل البازدار                                 | منشآت خيرية    | أنشأه محمد أفندي البازدار خلال العصر العثماني، وذلك عام 1050هـ/ 1640م، ويقع في درب القزازين المتفرع من شارع أم الغلام بحي وسط القاهرة، ويتكون من حجرة تسبيل مستطيلة الشكل تحتوي على شباكين للتسبيل لإمداد المارة بالمياه اللازمة للشرب، ويعلو حجرة التسبيل كُتاب لتعليم أطفال المسلمين مبادئ القراءة والكتابة. | 27                          |         |
| 34 | سبيل وكتاب أمين أفندي بن هيزع                 | منشآت خيرية    | أنشأه علي بن هيزع خلال العصر العثماني، وذلك عام 1056هـ/ 1646م، ويقع في شارع أم الغلام المتفرع من شارع الأزهر بحي وسط القاهرة. | 23                          |         |
| 35 | سبيل وكتاب اسماعيل مغلوي                      | منشآت خيرية    | أنشأه الأمير العثماني إسماعيل أحمد المغلوي، وذلك عام 1068هـ/ 1657م، ويقع في شارع المشهد الحسيني (درب القزازين) بالحسين بحي وسط القاهرة، ويتكون من حجرة تسبيل مستطيلة الشكل تحتوي على شباكين للتسبيل لإمداد المارة بالمياه اللازمة للشرب، وكان يحتوي على حجر مُصاصة (سبيل مصاصة). | 57                          |         |
| 36 | سبيل وكتاب طه حسين الورداني                   | منشآت خيرية    | أنشأه طه حسين الورداني خلال العصر العثماني في أواخر القرن 12هـ/ 18م، ويقع في شارع المقاصيص متقاطع مع خان أبو طاقية بحي وسط القاهرة. | 236                         |         |
| 37 | سبيل وكتاب كوسة سنان                          | منشآت خيرية    | يحمل الرقم 507 أنشأه كوسة سنان خلال العصر العثماني في القرن 12مـ/ 18م، ويقع في شارع الصنادقية المتفرع من شارع الأزهر بحي وسط القاهرة. | 507                         |         |
| 38 | سبيل وكتاب حسين الشعيبي                       | منشآت خيرية    | أنشأه حسين الشعيبي خلال العصر العثماني في أواخر القرن 12هـ/ 18م، ويقع في شارع أمير الجيوش المتفرع من ميدان باب الشعرية بحي وسط القاهرة. | 588                         |         |
| 39 | سبيل وكتاب وقف الحرمين                        | منشآت خيرية    | أنشأه إبراهيم بن أدهم البغدادي خلال عصر أسرة محمد علي، وذلك عام 1271هـ/ 1856م، ويقع في شارع خان جعفر المتفرع من شارع المشهد الحسيني بحي وسط القاهرة. | 433                         |         |
| 40 | سبيل أودة باشي                                | منشآت خيرية    | أنشأه الأميران ذو الفقار كتخدا مستحفظان ومحمد كتخدا مستحفظان خلال العصر العثماني، وذلك عام 1084هـ/ 1673م، ويقع في حارة المبيضة المتفرعة من شارع الجمالية (شارع حبس الرحبة سابقًا) بحي وسط القاهرة، ويتكون من حجرة تسبيل مستطيلة الشكل تحتوي على شباكين للتسبيل لإمداد المارة بالمياه اللازمة للشرب، ويعلو السبيل كُتاب لتعليم أطفال المسلمين مبادىء القراءة والكتابة وغرفتان للسكن. | 17                          |         |